# Bistum Dori
Das Bistum Dori (lateinisch Dioecesis Doriensis, französisch Diocèse de Dori) ist eine in Burkina Faso gelegene römisch-katholische Diözese mit Sitz in Dori. Ihr Gebiet ist identisch mit dem der Region Sahel.

## Geschichte
Das Bistum Dori wurde am 20. November 2004 durch Papst Johannes Paul II. mit der Apostolischen Konstitution Cum ad aeternam aus Gebietsabtretungen der Bistümer Fada N’Gourma und Ouahigouya errichtet und dem Erzbistum Koupéla als Suffraganbistum unterstellt.

## Bischöfe von Dori
- Joachim Ouédraogo, 2004–2011, dann Bischof von Koudougou
- Laurent Birfuoré Dabiré, 2013–2024, dann Erzbischof von Bobo-Dioulasso
- Sedisvakanz, seit 2024